# Joanne Thompson
Joanne Thompson, född den 13 maj 1965 i Dartford, Storbritannien, är en brittisk landhockeyspelare.
Hon tog OS-brons i damernas landhockeyturnering i samband med de olympiska landhockeytävlingarna 1992 i Barcelona.